# Gnolus
Gnolus is een geslacht van spinnen uit de  familie van de Spinneneters (Mimetidae).

## Soorten
- Gnolus angulifrons Simon, 1896
- Gnolus blinkeni Platnick & Shadab, 1993
- Gnolus cordiformis (Nicolet, 1849)
- Gnolus limbatus (Nicolet, 1849)
- Gnolus spiculator (Nicolet, 1849)
- Gnolus zonulatus Tullgren, 1902